# Myandra cambridgei
Espèce
Myandra cambridgei est une espèce d'araignées aranéomorphes de la famille des Gnaphosidae.

## Distribution
Cette espèce est endémique d'Australie.

## Description
Le mâle décrit par Platnick et Baehr en 2006 mesure 2,10 mm et la femelle 2,54 mm.

## Publication originale
- Simon, 1887 : Observation sur divers arachnides: synonymies et descriptions. 1. Annales de la Société Entomologique de France, sér. 6, vol. 7, p. 158-159 (texte intégral).